# Saut à la perche féminin aux championnats du monde d'athlétisme 2019
Pour un article plus général, voir Championnats du monde d'athlétisme 2019.
Navigation
Londres 2017 Eugene 2022
L'épreuve de saut à la perche féminin des championnats du monde d'athlétisme de 2019 se déroule les 27 et 29 septembre 2019 dans le Khalifa International Stadium (Qatar), remportée par la Russe Anzhelika Sidorova qui n'a pu concourir sous ses couleurs nationales pour cause de sanctions sportives à l'encontre de son pays (dont les instances consacrées avaient organisé auparavant un dopage à grande échelle de plusieurs de ses athlètes).[réf. souhaitée]
Les tenantes du titre indoor de 2018 et outdoor de 2017 se classent cette fois respectivement 2e (photo) et 3e, soit médailles d'argent et de bronze.

## Médaillées
| Or                 | Argent       | Bronze              |
| Anzhelika Sidorova | Sandi Morris | Ekateríni Stefanídi |

## Records
(antérieurs à ces championnats de 2019 — mondial, des championnats et par continent —)
| Records du monde et d'Europe                 | Yelena Isinbayeva | 5,06 m     | Zurich, Suisse                | 28 août 2009    |
| d'Amérique du Nord, centrale et des Caraïbes | Jennifer Suhr     | 5,03 m (i) | New York, États-Unis          | 30 janvier 2016 |
| en championnats                              | Yelena Isinbayeva | 5,01 m     | Helsinki, Finlande            | 12 août 2005    |
| Océanie                                      | Eliza McCartney   | 4,94 m     | Jockgrim, Allemagne           | 17 juillet 2018 |
| Amérique du Sud                              | Fabiana Murer     | 4,87 m     | São Bernardo do Campo, Brésil | 3 juillet 2016  |
| Asie                                         | Li Ling           | 4,70 m     | Doha, Qatar                   | 19 février 2016 |
| Afrique                                      | Elmarie Gerryts   | 4,42 m     | Wesel, Allemagne              | 12 juin 2000    |

## Critère de qualification préalable
Avoir réalisé 4,56 m ou plus entre le 7 septembre 2018 et le 6 voire 15 septembre 2019.

### Meilleures performances préalables lors de l'année 2019
Avant ces championnats, les dix meilleures performeuses de l'année sont les suivantes.
| 1  | Jennifer Suhr          | États-Unis       | 4,91 m | Austin    | 30 mars 2019      |
| 2  | Eliza McCartney        | Nouvelle-Zélande | 4,85 m | Hastings  | 26 janvier 2019   |
| 3  | Katie Nageotte         | États-Unis       | 4,82 m | Lausanne  | 4 juillet 2019    |
| 4  | Alysha Newman          | Canada           | 4,82 m | Paris     | 24 août 2019      |
| 5  | Yarisley Silva         | Cuba             | 4,75 m | Lima      | 8 août 2019       |
| 6  | Olivia Gruver (en)     | États-Unis       | 4,73 m | Palo Alto | 29 mars 2019      |
| 7  | Tina Šutej             | Slovénie         | 4,73 m | Velenje   | 15 septembre 2019 |
| 8  | Li Ling                | Chine            | 4,72 m | Shanghai  | 18 mai 2019       |
| 9  | Nikoléta Kiriakopoúlou | Grèce            | 4,72 m | Shanghai  | 18 mai 2019       |
| 10 | Michaela Meijer        | Suède            | 4,70 m | Göteborg  | 28 juin 2019      |

## Phase finale

### Qualifications
| Rang | Groupe | Athlète                              | Pays               | Essais | Essais | Essais | Essais | Essais | Essais | Marque | Notes |
| Rang | Groupe | Athlète                              | Pays               | 4,20m  | 4,35m  | 4,50m  | 4,55m  | 4,60m  | 4,95m  | Marque | Notes |
| ---- | ------ | ------------------------------------ | ------------------ | ------ | ------ | ------ | ------ | ------ | ------ | ------ | ----- |
| 1    | A      | Katie Nageotte                       | États-Unis         | –      | –      | o      | –      | o      |        | 4,60 m | Q     |
| 1    | A      | Holly Bradshaw                       | Royaume-Uni        | –      | –      | –      | –      | o      |        | 4,60 m | Q     |
| 1    | A      | Anzhelika Sidorova                   |                    | –      | –      | –      | –      | o      |        | 4,60 m | Q     |
| 1    | A      | Alysha Newman                        | Canada             | –      | o      | o      | –      | o      |        | 4,60 m | Q     |
| 1    | A      | Iryna Zhuk                           | Biélorussie        | –      | o      | o      | –      | o      |        | 4,60 m | Q     |
| 1    | B      | Ekateríni Stefanídi                  | Grèce              | –      | –      | –      | –      | o      |        | 4,60 m | Q     |
| 1    | B      | Sandi Morris                         | États-Unis         | –      | –      | o      | –      | o      |        | 4,60 m | Q     |
| 8    | B      | Yarisley Silva                       | Cuba               | –      | –      | o      | xo     | o      |        | 4,60 m | Q     |
| 8    | A      | Nikoleta Kiriakopoulou               | Grèce              | –      | –      | xo     | –      | o      |        | 4,60 m | Q     |
| 10   | A      | Li Ling                              | Chine              | –      | o      | xxo    | –      | o      |        | 4,60 m | Q     |
| 11   | A      | Angelica Moser                       | Suisse             | o      | o      | o      | o      | xo     |        | 4,60 m | Q     |
| 11   | B      | Robeilys Peinado                     | Venezuela          | o      | o      | o      | o      | xo     |        | 4,60 m | Q     |
| 11   | B      | Jennifer Suhr                        | États-Unis         | –      | –      | –      | –      | xo     |        | 4,60 m | Q     |
| 14   | A      | Lisa Ryzih                           | Allemagne          | –      | o      | xo     | –      | xo     |        | 4,60 m | Q     |
| 15   | B      | Angelica Bengtsson                   | Suède              | –      | –      | o      | –      | xxo    |        | 4,60 m | Q     |
| 16   | B      | Ninon Guillon-Romarin                | France             | –      | o      | xo     | –      | xxo    |        | 4,60 m | Q     |
| 17   | B      | Tina Šutej                           | Slovénie           | o      | o      | o      | xxo    | xxo    |        | 4,60 m | Q     |
| 18   | B      | Nicole Büchler                       | Suisse             | –      | o      | xo     | xo     | xxx    |        | 4,55 m | SB    |
| 19   | B      | Xu Huiqin                            | Chine              | –      | o      | o      | xxx    |        |        | 4,50 m |       |
| 20   | A      | Fanny Smets                          | Belgique           | o      | xo     | o      | xxx    |        |        | 4,50 m |       |
| 21   | A      | Maryna Kylypko                       | Ukraine            | o      | o      | xxo    | xxx    |        |        | 4,50 m |       |
| 22   | A      | Wilma Murto                          | Finlande           | o      | o      | xxx    |        |        |        | 4,35 m |       |
| 22   | A      | Romana Maláčová (cs)                 | République tchèque | o      | o      | xxx    |        |        |        | 4,35 m |       |
| 22   | B      | Kelsie Ahbe (en)                     | Canada, États-Unis | o      | o      | xxx    |        |        |        | 4,35 m |       |
| 25   | B      | Lene Onsrud Retzius                  | Norvège            | xo     | o      | xxx    |        |        |        | 4,35 m |       |
| 25   | A      | Michaela Meijer                      | Suède              | xo     | o      | xxx    |        |        |        | 4,35 m |       |
| 27   | B      | Alena Lutkovskaya                    |                    | o      | xo     | xxx    |        |        |        | 4,35 m |       |
| 28   | B      | Elizaveta Parnova                    | Australie          | xo     | xo     | xxx    |        |        |        | 4,35 m |       |
| 29   | B      | Irina Ivanova (en) (Ирина Михайлова) |                    | o      | xxo    | xxx    |        |        |        | 4,35 m |       |
| 29   | A      | Roberta Bruni                        | Italie             | o      | xxo    | xxx    |        |        |        | 4,35 m |       |
| 31   | A      | Killiana Heymans (en)                | Pays-Bas           | o      | xxx    |        |        |        |        | 4,20 m |       |
| –    | B      | Katharina Bauer                      | Allemagne          | xxx    |        |        |        |        |        | NM     |       |

### Résultats finals (classement)
| Rang               | Athlète               | Pays        | Essais | Essais | Essais | Essais | Essais | Essais | Marque | Notes |
| Rang               | Athlète               | Pays        | 4,50m  | 4,70m  | 4,80m  | 4,85m  | 4,90m  | 4,95m  | Marque | Notes |
| ------------------ | --------------------- | ----------- | ------ | ------ | ------ | ------ | ------ | ------ | ------ | ----- |
| Médaille d'or      | Anzhelika Sidorova    |             | o      | o      | o      | o      | o      | xxo    | 4,95 m | WL    |
| Médaille d'argent  | Sandi Morris          | États-Unis  | o      | o      | o      | o      | o      | xxx    | 4,90 m | SB    |
| Médaille de bronze | Ekateríni Stefanídi   | Grèce       | o      | o      | xo     | xo     | x-     | xx     | 4,85 m | SB    |
| 4                  | Holly Bradshaw        | Royaume-Uni | o      | o      | xo     | xx-    | x      |        | 4,80 m |       |
| 5                  | Alysha Newman         | Canada      | xo     | o      | xo     | xxx    |        |        | 4,80 m |       |
| 6                  | Angelica Bengtsson    | Suède       | o      | xxo    | xxo    | xxx    |        |        | 4,80 m | NR    |
| 7                  | Katie Nageotte        | États-Unis  | o      | o      | xxx    |        |        |        | 4,70 m |       |
| 7                  | Robeilys Peinado      | Venezuela   | o      | o      | xxx    |        |        |        | 4,70 m | NR    |
| 7                  | Jennifer Suhr         | États-Unis  | -      | o      | xxx    |        |        |        | 4,70 m |       |
| 7                  | Iryna Zhuk            | Biélorussie | o      | o      | xx-    | x      |        |        | 4,70 m | NR    |
| 11                 | Yarisley Silva        | Cuba        | xxo    | o      | xxx    |        |        |        | 4,70 m |       |
| 12                 | Ninon Guillon-Romarin | France      | o      | xo     | xxx    |        |        |        | 4,70 m |       |

## Légende
- : athlète neutre autorisée
- m : mètres
- (i)  : record personnel (individuel) réalisé en salle (voir aussi PB ci-dessous)
- NM : non mesuré (not measured)[réf. souhaitée]

Records et Performances
- AR : Record continental (area record)
- CR : Record des championnats (championship record)
- MR : Record du meeting (meet record)
- NR : Record national (national record)
- OR : Record olympique (olympic record)
- PR : Record paralympique (paralympic record)
- PB : Record personnel (personal best)
- SB : Meilleure performance personnelle de la saison (season's best)
- WL : Meilleure performance mondiale de l'année (world leader)
- WJR : Record du monde junior (world junior record)
- WR : Record du monde (world record)

Circonstances et Conditions
- DNF : N'a pas terminé (did not finish)
- DNS : N'a pas pris le départ (did not start)
- DQ : Disqualification (disqualification)
- NM : Aucun essai valable enregistré (No Mark)
- Q : Qualifié « directement » au prochain tour (ou à la prochaine compétition), lors d'une compétition majeure, grâce au classement ou à la réalisation des minima (automatic qualifier)
- q : Qualifié au prochain tour (ou à la prochaine compétition), lors d'une compétition majeure, grâce au repêchage ou à la réalisation de l'une des meilleures performances parmi celles des « non qualifiés directement » (grâce au meilleur temps ou à la meilleure distance par exemple) (secondary qualifier)